# Alloxysta fracticornis
Alloxysta fracticornis är en stekelart som först beskrevs av Thomson 1862.  Alloxysta fracticornis ingår i släktet Alloxysta, och familjen glattsteklar. Arten är reproducerande i Sverige.